# Viianginjärvi
Viianginjärvi är en sjö i Finland. Den ligger i kommunen Suomussalmi i landskapet Kajanaland, i den östra delen av landet, 600 km nordost om huvudstaden Helsingfors. Viianginjärvi ligger 223,4 meter över havet. Arean är 1,18 kvadratkilometer och strandlinjen är 10,56 kilometer lång. Sjön  ingår i Uleälvens huvudavrinningsområde.   Den sträcker sig 1,4 kilometer i nord-sydlig riktning, och 2,8 kilometer i öst-västlig riktning.
I övrigt finns följande i Viianginjärvi:
- Ruppisaari (en ö)